# Детектив Форст
«Детектив Форст» (пол. Detective Forst) — польський серіал 2024 року у жанрі кримінальної драми та створений компаніями Forst Film, Boma Films, Haka Films. В головних ролях — Борис Шиц, Зузанна Сапожніков, Анджей Бєняс.
Серіал вийшов на Netflix 11 січня 2024 року.
Серіал має 1 сезон. Завершився 6-м епізодом, який вийшов у ефір 11 січня 2024 року.

## Сюжет
Детектив Віктор Форст відсторонений від розслідування через його неортодоксальні методи ведення справи. Щоб розплутати серію жорстоких убивств, він змушений об'єднати зусилля із журналісткою Ольгою Шребською.

## Актори та персонажі
| Актор                 | Роль                        |
| --------------------- | --------------------------- |
| Борис Шиц             | детектив Віктор Форст       |
| Анджей Бєняс          | інспектор Едмунд Осіка      |
| Зузанна Сапожніков    | Ольга Шребська              |
| Камілла Баар          | Домініка Вадриш Гансен      |
| Олександра Грабовська | Агата Осіка, донька Едмунда |
| Шимон Врублевський    | Сташек Ковалік              |
| Мацей Песта           | Ґйорд Гансен / Іво Елайджа  |
| Артур Барцись         | Ярослав Розвадовські        |
| Малгожата Хаєвска     | Галина Шнайдерман           |
| Миколай Кубацький     | Пйотр Шнайдерман            |
| Єжи Рогальський       | Леон Ловотарські            |

## Сезони
| Сезон | Епізоди | Епізоди | Оригінальний показ | Оригінальний показ | Оригінальний показ |
| Сезон | Епізоди | Епізоди | Перший показ       | Останній показ     | Мережа             |
| ----- | ------- | ------- | ------------------ | ------------------ | ------------------ |
| 1     | 6       | 6       | 11 січня 2024      | 11 січня 2024      | Netflix            |

## Список серій

### Сезон 1 (2023)
| № | # | Назва                  | Режисер | Сценарист | Перший ефір у США |
| --- | - | ---------------------- | ------- | --------- | ----------------- |
| 1 | 1 | «Епізод 1» «Episode 1» | -       | -         | 11 січня 2024     |
| Розслідуючи жахливе вбивство на вершині гори, комісар Форст має справу з напруженим інспектором, допитливою журналісткою та ймовірною другою жертвою.      |   |                        |         |           |                   |
| 2 | 2 | «Епізод 2» «Episode 2» | -       | -         | 11 січня 2024     |
| Форст випробовує свою вдачу та з’являється на новому місці вбивства, де можуть бути свіжі зачіпки. Але його рішення ставить під загрозу все розслідування. |   |                        |         |           |                   |
| 3 | 3 | «Епізод 3» «Episode 3» | -       | -         | 11 січня 2024     |
| Коли криміналісти дізнаються особу обезголовленого тіла, знайденого в струмку, розслідування Форста зачіпає впливових людей.                               |   |                        |         |           |                   |
| 4 | 4 | «Епізод 4» «Episode 4» | -       | -         | 11 січня 2024     |
| Ольґа дізнається таємницю Сташека. Форст робить припущення, яке наближає його до вбивці й загрози.                                                         |   |                        |         |           |                   |
| 5 | 5 | «Епізод 5» «Episode 5» | -       | -         | 11 січня 2024     |
| Форст полює на Звіра з Ґевонту, а поліція вистежує Форста. Єдиний спосіб виправдатися — вступити у відкрите протистояння з поліцейськими.                  |   |                        |         |           |                   |
| 6 | 6 | «Епізод 6» «Episode 6» | -       | -         | 11 січня 2024     |
| Коли Звір викрадає близьку інспектору людину, увесь відділок разом із Форстом зосереджується на тому, щоб знайти її.                                       |   |                        |         |           |                   |

## Виробництво
Зйомки серіалу почалися в жовтні 2022 року в Закопане Зйомки були завершені до березня 2023 року.

## Випуск
Тизер-трейлер серіалу вийшов 29 листопада 2023 року. Офіційний трейлер вийшов 19 грудня 2023 року.